# Campeonato Maranhense de Futebol de 2014 - Segunda Divisão
A Segunda Divisão de 2014 do Campeonato Maranhense de Futebol foi a 13ª edição da categoria no estado do Maranhão.
O Campeonato foi disputado por 7 (sete) equipes, com início no dia 6 de agosto e final em 3 de setembro. 
O campeão e o vice-campeão do Campeonato Maranhense de Futebol Série B de 2014 tiveram vaga assegurada no Campeonato Maranhense de Futebol de 2015.

## Formato de disputa
O Campeonato foi disputado em turno único, dividido em três fases: classificatória, semifinal e final.
A primeira fase foi dividida em duas chaves "A" com quatro e "B" com três clubes cada, que jogaram entre si nas respectivas chaves, no sistema de ida e volta, classificando-se para a segunda fase os 2 (dois) melhores de cada uma das chaves.
Na segunda fase os clubes classificados na chave "A" jogaram com os classificados da chave "B", no sistema de cruzamento olímpico, 1º da A contra o 2º da B e 1º da B contra o 2º da A, em apenas uma partida, classificando-se para a terceira fase os vencedores. Os primeiros colocados de cada chave foram detentores do mando de campo e, no caso de empate o classificado seria conhecido através de cobrança de penalidades máxima.
Na terceira fase os clubes vencedores da fase anterior disputaram o título.

### Critérios de desempate
Em caso de empate por pontos entre dois ou mais clubes, os critérios de desempate seriam aplicados na seguinte ordem:
1. Número de vitórias
2. Saldo de gols
3. Gols marcados
4. Confronto direto
5. Número de cartões vermelhos
6. Número de cartões amarelos
7. Sorteio

## Participantes
| Equipe        | Cidade          | 2013             | Estádio         | Capacidade | Último Título  |
| Americano     | Bacabal         | 9º (Série A)     | Correão         | 9 500      | 0 (Não possui) |
| Babaçu        | São Luís        | (Não participou) | Nhozinho Santos | 12 891     | 0 (Não possui) |
| Boa Vontade   | São Luís        | (Não participou) | Nhozinho Santos | 12 891     | 0 (Não possui) |
| Expressinho   | São Luís        | (Não participou) | Gonçalão        | 1 500      | 0 (Não possui) |
| Itapecuruense | Itapecuru-Mirim | 5º               | João Rodolfo    | 5 000      | 0 (Não possui) |
| Sabiá         | Caxias          | 3º               | Duque de Caxias | 3 000      | 0 (Não possui) |
| Timon         | Timon           | (Não participou) | Miguel Lima     | 1 600      | 0 (Não possui) |

## Primeira fase

### Grupo A
| Pos | Equipes     | Pts | J | V | E | D | GP | GC | SG |
| --- | ----------- | --- | - | - | - | - | -- | -- | -- |
| 1   | Expressinho | 13  | 6 | 4 | 1 | 1 | 11 | 4  | 7  |
| 2   | Boa Vontade | 8   | 6 | 2 | 2 | 2 | 6  | 8  | -2 |
| 3   | Babaçu      | 7   | 6 | 2 | 1 | 3 | 7  | 9  | -2 |
| 4   | Americano   | 5   | 6 | 1 | 2 | 3 | 5  | 8  | -3 |

|  | Semifinais |

|             | AMN | BBÇ | BVO | EXP |
| ----------- | --- | --- | --- | --- |
| Americano   | —   | 1–2 | 1–2 | 0–5 |
| Babaçu      | 0–1 | —   | 2–1 | 1–2 |
| Boa Vontade | 2–2 | 5–0 | —   | 1–0 |
| Expressinho | 2–0 | 4–2 | 3–0 | —   |

### Desempenho por rodada
Clubes que lideraram ao final de cada rodada:
| 1   | 2   | 3   | 4   | 5   | 6   |
| AMN | EXP | EXP | EXP | EXP | EXP |
| BVO | EXP | EXP | EXP | EXP | EXP |

Clubes que ficaram na última posição ao final de cada rodada:
| 1   | 2   | 3   | 4   | 5   | 6   |
| BBÇ | AMN | BBÇ | BVO | BVO | AMN |
| EXP | AMN | BBÇ | BVO | BVO | AMN |

### Grupo B
| Pos | Equipes       | Pts | J | V | E | D | GP | GC | SG |
| --- | ------------- | --- | - | - | - | - | -- | -- | -- |
| 1   | Sabiá         | 12  | 4 | 4 | 0 | 0 | 16 | 6  | 10 |
| 2   | Timon         | 4   | 4 | 1 | 1 | 2 | 6  | 8  | -2 |
| 3   | Itapecuruense | 1   | 4 | 0 | 1 | 3 | 4  | 12 | -8 |

|  | Semifinais |

|               | ITP | SAB | TIM |
| ------------- | --- | --- | --- |
| Itapecuruense | —   | 2–5 | 1–3 |
| Sabiá         | 4–1 | —   | 4–3 |
| Timon         | 0–0 | 0–3 | —   |

### Desempenho por rodada
Clubes que lideraram a cada rodada:
| 1   | 2 | 3 | 4 | 5 | 6 |
| SAB |   |   |   |   |   |

Clubes que ficaram na última posição de cada rodada:
| 1   | 2   | 3   | 4   | 5   | 6   |
| TIM | TIM | ITP | ITP | ITP | ITP |

## Fase final
|  | Semifinais  | Semifinais  | Semifinais |       |             | Final       | Final | Final |  |
|  |             |             |            |       |             |             |       |       |  |
|  | Expressinho | Expressinho | 3          |       |             |             |       |       |  |
|  | Expressinho | Expressinho | 3          |       |             |             |       |       |  |
|  | Timon       | Timon       | 1          |       |             |             |       |       |  |
|  | Timon       | Timon       | 1          |       | Expressinho | Expressinho | 3     |       |  |
|  |             |             |            |       | Expressinho | Expressinho | 3     |       |  |
|  |             |             | Sabiá      | Sabiá | 1           |             |       |       |  |
|  | Sabiá       | Sabiá       | Sabiá      | Sabiá | 1           | 2           |       |       |  |
|  | Sabiá       | Sabiá       |            |       |             |             |       |       |  |
|  | Boa Vontade | Boa Vontade | 0          |       |             |             |       |       |  |

## Premiação
| Campeonato Maranhense de 2014 - Série B |
| --------------------------------------- |
| Expressinho Campeão (1° título)         |

## Artilharia
| 5 gols (1) - Ítalo (Sabiá) 4 gols (1) - Neguinho (Expressinho) 3 gols (3) - Alex (Expressinho) - Erlando (Sabiá) - Mangaia (Sabiá) 2 gols (8) - Israel (Americano) - Leandro (Americano) - Carlos Júnior (Babaçu) - Jhonnatan (Boa Vontade) - Tenilson (Itapecuruense) - Thomas (Sabiá) - Laercio (Timon) - Romarinho (Timon) | 1 gol (24) - Osvaldo (Americano) - Galego (Babaçu) - Gotinha (Babaçu) - Marcio (Babaçu) - Cleiton (Boa Vontade) - Diego (Boa Vontade) - Joãozinho (Boa Vontade) - Pingo (Boa Vontade) - Dilton (Expressinho) - Elton Serra (Expressinho) - Josemar (Expressinho) - Marquinhos (Expressinho) - Ozenilton (Expressinho) - Tim Marco (Expressinho) | - Danilo (Itapecuruense) - Paulo Ricardo (Itapecuruense) - Vaninho (Sabiá) - Anderson (Sabiá) - Elton (Sabiá) - Jackson (Sabiá) - Índio (Timon) - Jorge Wanderson (Timon) - Léo Guerreiro (Timon) gol contra (1) - Paulo Ricardo (Itapecuruense para Sabiá) |